# Musée du Risorgimento et de la Résistance (Vicence)
Pour les articles homonymes, voir Musée du Risorgimento.

Le musée du Risorgimento et de la Résistance (italien : Museo del Risorgimento e della Resistenza) est un espace d'exposition situé à Vicence sur la colline Ambellicopoli, près de la  villa Guiccioli, peu après le sanctuaire de Monte Berico, dédié principalement au Risorgimento et à la résistance italienne. Le musée est entouré d'un vaste jardin anglais, également ouvert au public.

## Historique
La ville de Vicence a été récompensée d'une médaille d'or de la valeur militaire pour sa résistance face aux Autrichiens lors du Risorgimento.
En 2022, le musée rejoint le réseau inter-régional MuDRi (Museo Diffuso del Risorgimento).

## Les expositions
Le musée recueille des souvenirs d'événements et de personnages appartenant à l'histoire de l'Italie, avec une attention particulière aux événements historiques liés à la ville. Les documents et les reliques des collections témoignent en effet des événements à Vicence et nationaux et, dans certains cas, des européens, en particulier les événements de guerre qui vont de la  première campagne d'Italie de Napoléon Bonaparte en 1796, à la première guerre d'indépendance italienne (1848), aux exploits de Giuseppe Garibaldi, au Risorgimento, à la Première Guerre mondiale, aux guerres coloniales italiennes, à la Seconde Guerre mondiale et à la Résistance en Italie pendant la Seconde Guerre mondiale (1943 - 1945).
Dans la cour, il y a des canons et des obusiers autrichiens, datant de la Première Guerre mondiale.

## Collections
- Domenico Cariolato, lettres, manuscrits et souvenirs du Risorgimento et de Giuseppe Garibaldi
- Antonio Radovich, patriote italien du Risorgimento et participant à l'expédition des Mille.
- Lugi Cavalli, patriote italien du Risorgimento
- Giovanni Durando, patriote italien du Risorgimento
- Giuseppe Bacco, patriote italien du Risorgimento et garibaldien
- Antonio Caregaro Negrin, manuscrits 1848-1849
- Lelio Bonin Longare, archives de la famille Bonin Longare
- Famille Franco, souvenirs et manuscrits du Risorgimento, photographies de la Grande Guerre.
- Famille Manzo, souvenirs, décorations, photographies et livres de la Première Guerre mondiale.
- Giuseppe Vaccari
- Guglielmo Pecori Giraldi
- Francesco Meneghello
- Gianni Pieropan
- Archives photografiques de la Première Guerre mondiale
- Archives historiques de la résistance vicentine
- Archives de la fédération provinciale de Vicence du Parti d'action

## Galerie

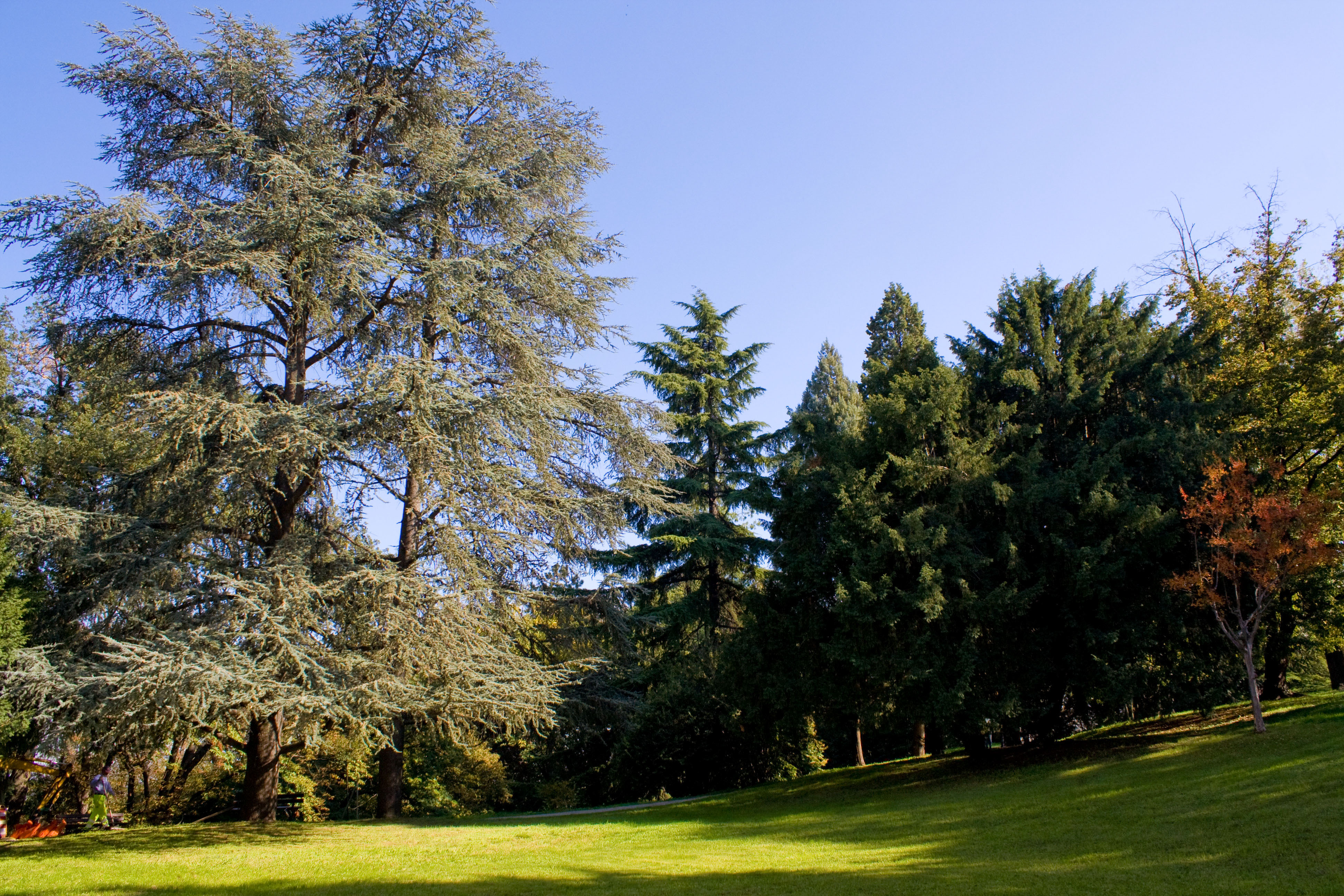
Musée du Risorgimento et de la Résistance
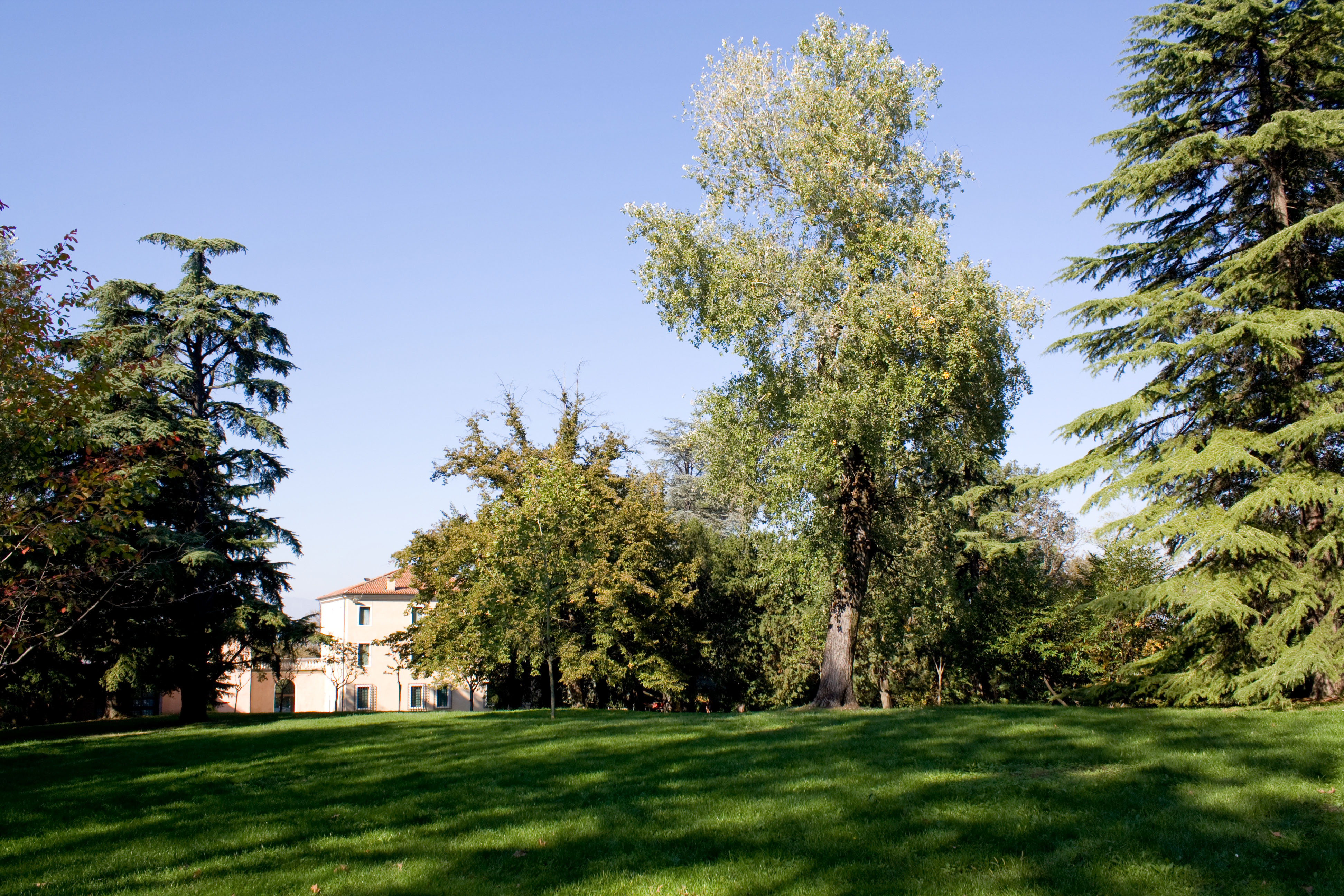
Musée du Risorgimento et de la Résistance
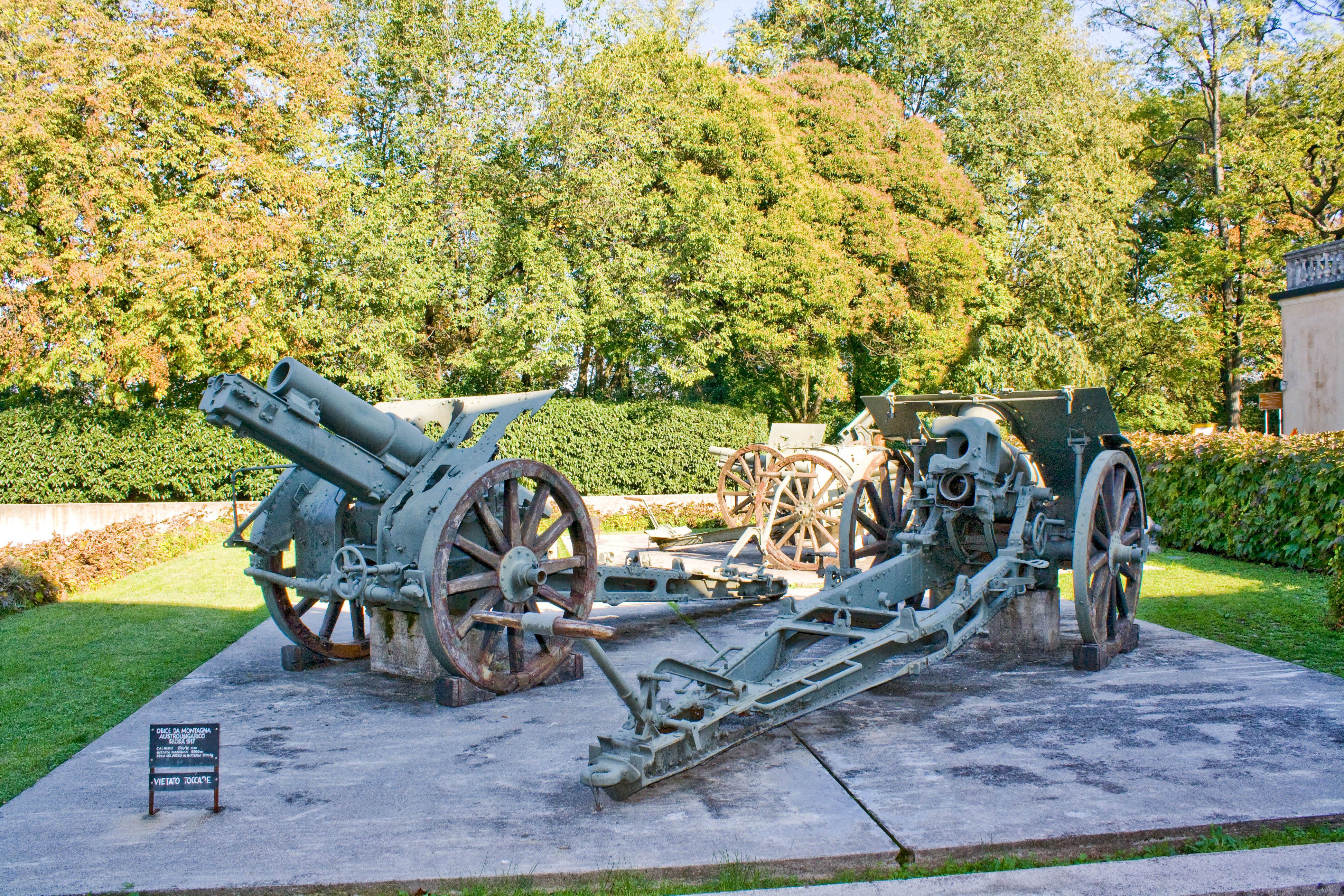
Musée du Risorgimento et de la Résistance, canons

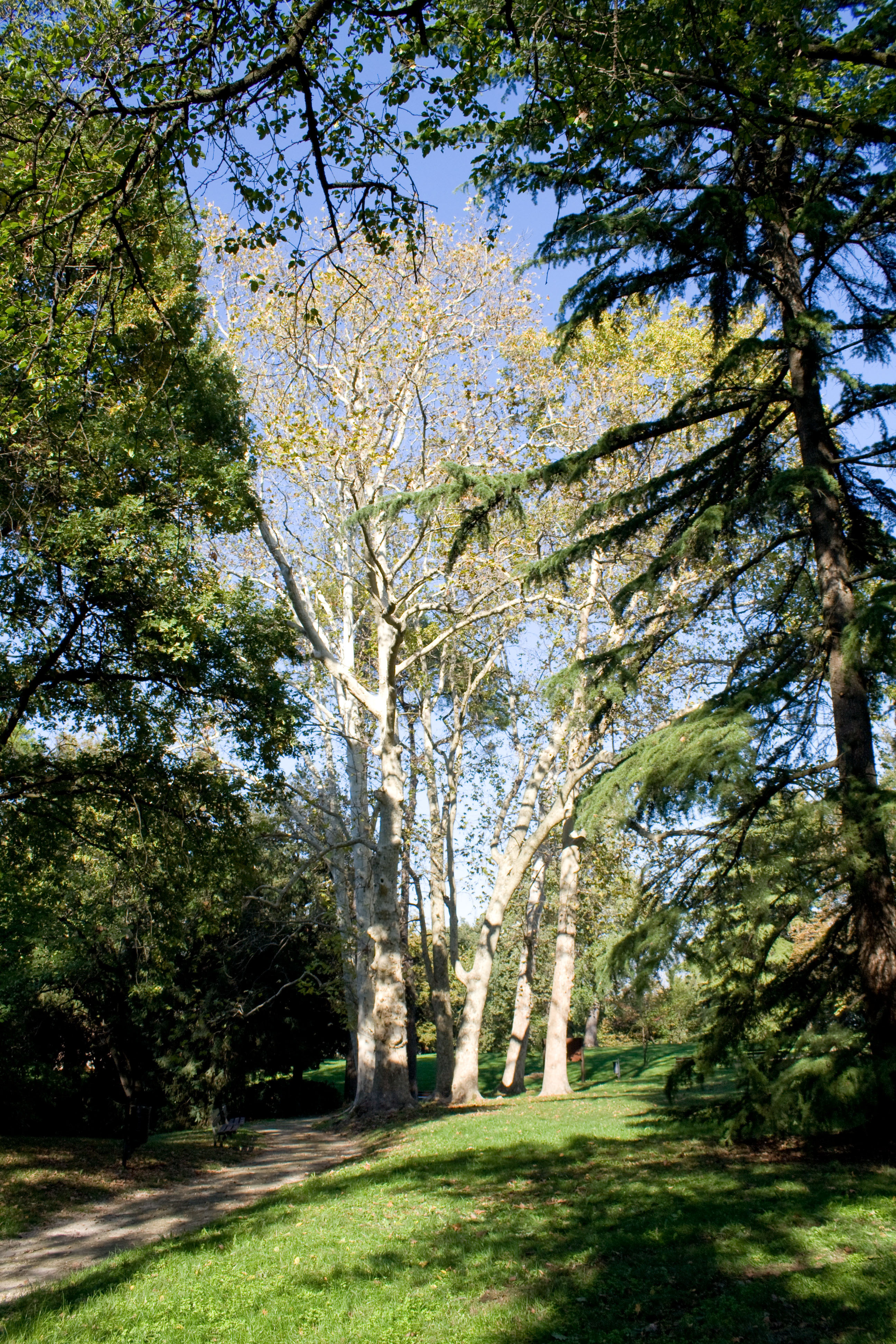
Parc de la villa Guiccioli
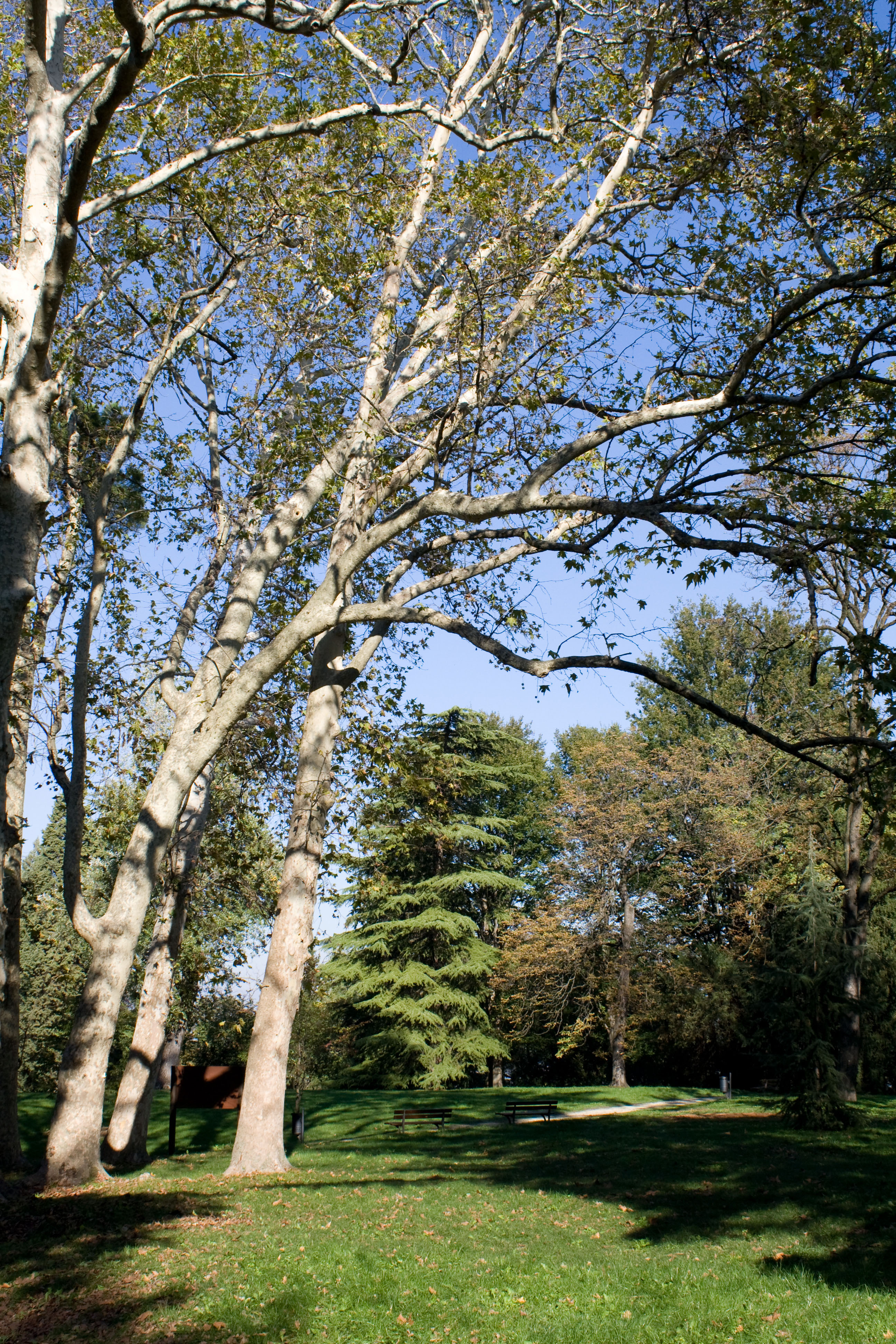
Parc de la villa Guiccioli
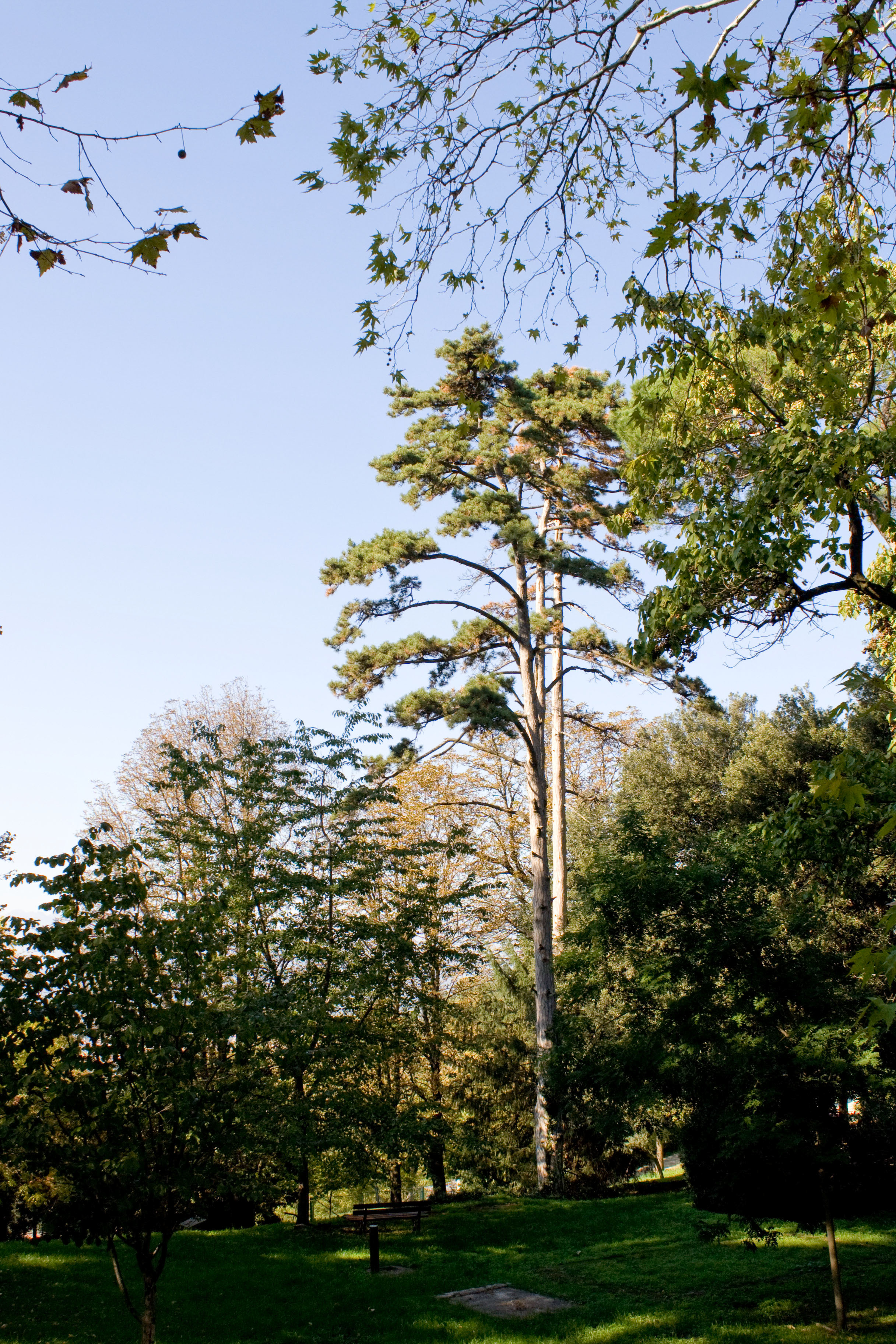
Parc de la villa Guiccioli
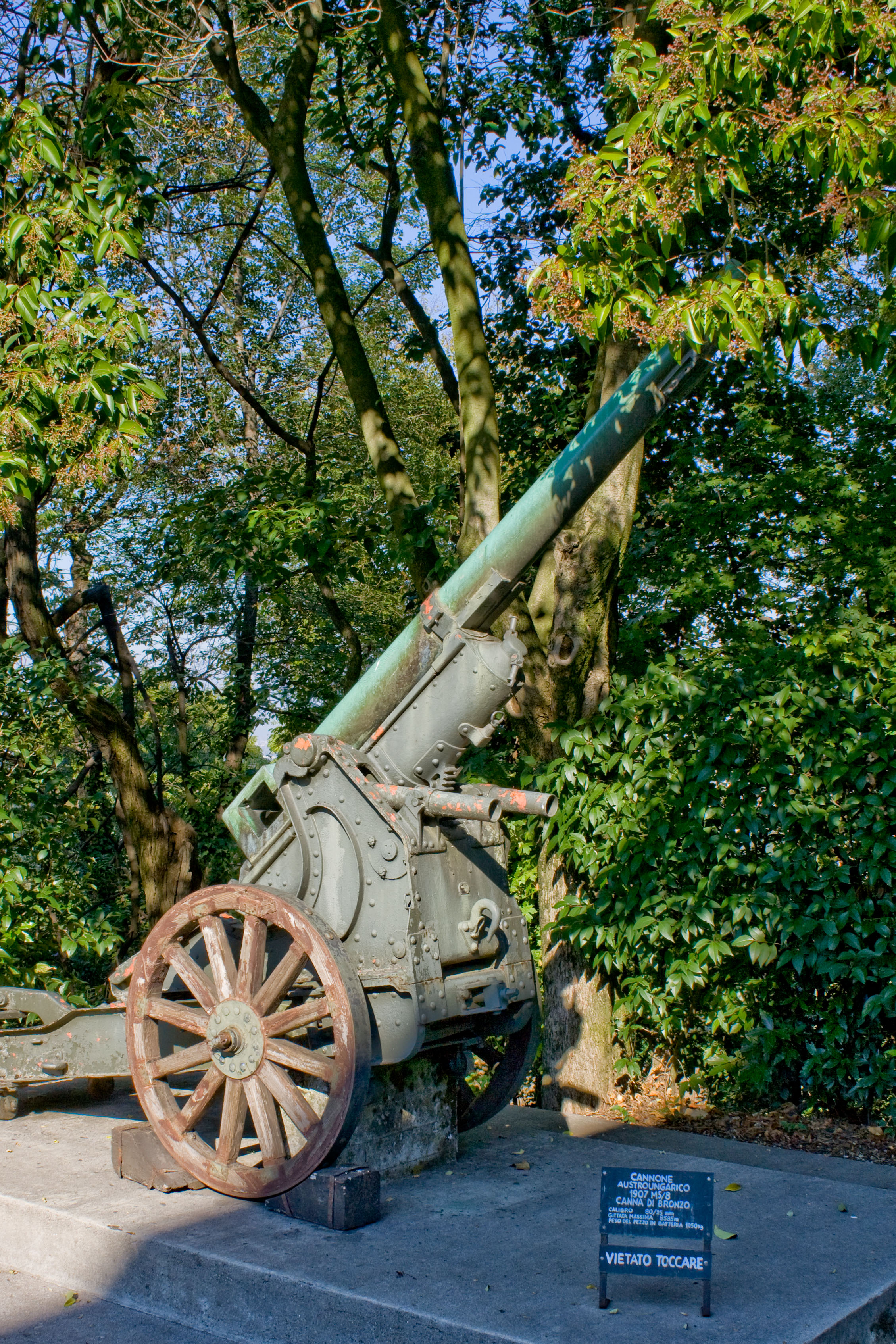
Parc de la villa Guiccioli